# Bhor
Bhor est une ville de l'État du Maharashtra en Inde. Sa population est de 17 882 habitants en 2001.

## Histoire
Bhor était la capitale d'un État princier qui a subsisté jusqu'en 1948 puis a été intégré au Maharashtra.

## Dirigeants: Pant Sachiv puis Râja
- Pant Sachiv
  - 1798 - 1827 : Chimanji Râo II (+1827)
  - 1827 - 1837 : Raghunâth Râo II Chimanji Râo (+1837)
  - 1837 - 1871 : Chimanji Râo III Raghunath Râo (+1871)
  - 1871 - 1922 : Shankar Râo II Chimanji Râo (1854-1922)
  - 1922 - 1936 : Raghunâth Râo III Shankar Râo (1878-1951), abdiqua
- Râja
  - 1936 - 1948 : Sadashiv Râo (1904-1962)

## Personnalités liées
- Chandrashekhar Agashe (1888-1956), industriel.